# PiHKAL
PiHKAL: A Chemical Love Story ist ein Buch über einige Neue psychoaktive Substanzen von Alexander Shulgin (dem Godfather of Ecstasy) und seiner Frau Ann Shulgin. Der Titel ist ein Akronym für Phenylethylamines I Have Known And Loved (englisch für Phenylethylamine, die ich kennengelernt habe und liebte).
Das Buch besteht aus zwei Teilen. Der erste Teil beschäftigt sich mit biographischen Aspekten beider Autoren. Zusammenkünfte eines Freundeskreises werden geschildert, bei denen seinerzeit neue psychoaktive Substanzen im Selbstversuch unter wissenschaftlichen Bedingungen getestet werden. Im zweiten Teil werden 179 psychoaktive Phenylethylamine systematisch beschrieben bezüglich ihrer Synthese und den Erlebnis-Berichten der Gruppenmitglieder zu unterschiedlichen Dosierstufen. Der zweite Teil wurde von Shulgin für gemeinfrei erklärt.